# Міньянего
Міньянего, Міньянеґо (італ. Mignanego, ліг. Mignanego) — муніципалітет в Італії, у регіоні Лігурія,  метрополійне місто Генуя.
Міньянего розташоване на відстані близько 420 км на північний захід від Рима, 14 км на північ від Генуї.
Населення — 3699 осіб (2014).
Щорічний фестиваль відбувається останньої неділі серпня. Покровитель — Madonna della Salute.

## Демографія
Населення за роками:

Станом на 1 січня 2023 року в муніципалітеті офіційно проживало 180 іноземців з 38 країн, серед них 50 громадян країн Євросоюзу та 2 громадяни України.

## Сусідні муніципалітети
- Бузалла
- Кампомороне
- Фракональто
- Генуя
- Савіньоне
- Серра-Рикко
- Вольтаджо